# Sisymbrium gaubae
Sisymbrium gaubae är en korsblommig växtart som beskrevs av Karl Heinz Rechinger och Joseph Friedrich Nicolaus Bornmüller. Sisymbrium gaubae ingår i släktet gatsenaper, och familjen korsblommiga växter. Inga underarter finns listade i Catalogue of Life.